# Muri
Muri es una comuna suiza del cantón de Argovia, capital del distrito de Muri. Limita al noreste con la comuna de Aristau, al este y sureste con Merenschwand, al suroeste con Geltwil, al oeste con Buttwil y al noroeste con Boswil.

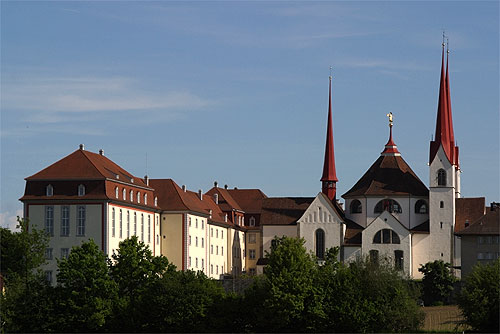
Abadía de Muri con su iglesia.

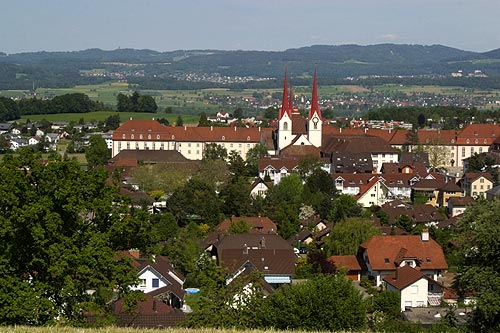
Vista sobre Muri.

## Transporte
Ferrocarril
Cuenta con una estación ferroviaria en la que efectúan parada trenes de cercanías pertenecientes a la red S-Bahn Argovia.